# Diastylis enigmatica
Diastylis enigmatica är en kräftdjursart som beskrevs av Michel Ledoyer 1993. Diastylis enigmatica ingår i släktet Diastylis och familjen Diastylidae. Inga underarter finns listade i Catalogue of Life.